# 703

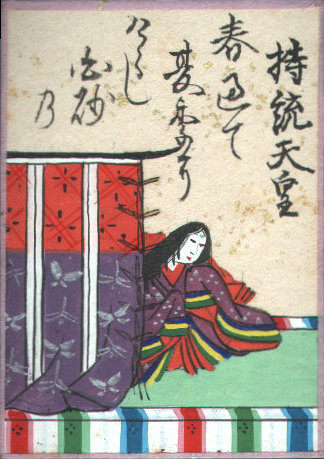
Keizerin Jitō (645-703)

Het jaar 703 is het 3e jaar in de 8e eeuw volgens de christelijke jaartelling.

## Gebeurtenissen

### Brittannië
- Wilfrid, Angelsaksische bisschop, reist opnieuw naar Rome om zijn positie als aartsbisschop van York te verdedigen. Onderweg bezoekt hij Willibrord, die met zijn zending de Friezen  bekeert in de Lage Landen.

### Japan
- Genmei wordt regentes van de 20-jarige keizer Monmu na het overlijden van ex-keizerin Jitō.

## Geboren
- An Lushan, Chinees rebellenleider (waarschijnlijke datum)

## Overleden
- Ermenhilda, Angelsaksisch koningin en abdis (waarschijnlijke datum)
- 22 december - Jitō (58), keizerin van Japan
- 20 maart - Wolfram, Frankisch missionaris